# NGC 7823
NGC 7823 é uma galáxia espiral barrada (SBbc) localizada na direcção da constelação de Tucana. Possui uma declinação de -62° 03' 40" e uma ascensão recta de 0 horas, 04 minutos e 45,8 segundos.
A galáxia NGC 7823 foi descoberta em 11 de Agosto de 1836 por John Herschel.